# 300 Geraldina
300 Geraldina eller 1933 BV är en asteroid i huvudbältet, som upptäcktes den 3 oktober 1890 av den franske astronomen Auguste Charlois. Det är okänt vem eller vad asteroiden har fått sitt namn efter.
Geraldinas senaste periheliepassage skedde den 7 januari 2023. Dess rotationstid har beräknats till 6,84 timmar.